# 安托南·阿尔托
安托南·阿尔托（Antonin Artaud，法語：[aʁto]），全名安托南·马里·约瑟夫·保罗·阿尔托（Antoine Marie Joseph Paul Artaud，1896年9月4日—1948年3月4日），是法国诗人、演员和戏剧理论家。
阿尔托在其理论著作《戏剧及其重影》提出了残酷戏剧的概念，试图改变文学、戏剧和电影的基本元素。通过诗歌、药物、朝圣、绘画和广播剧，他一直将这些活动作为逃避现实的工具。他通过不断注射药物来摆脱几十年来一直困扰他的慢性头痛。这种无处不在的疼痛会影响其创作。他曾在精神病院待了近九年，频繁使用电击治疗。

## 生平

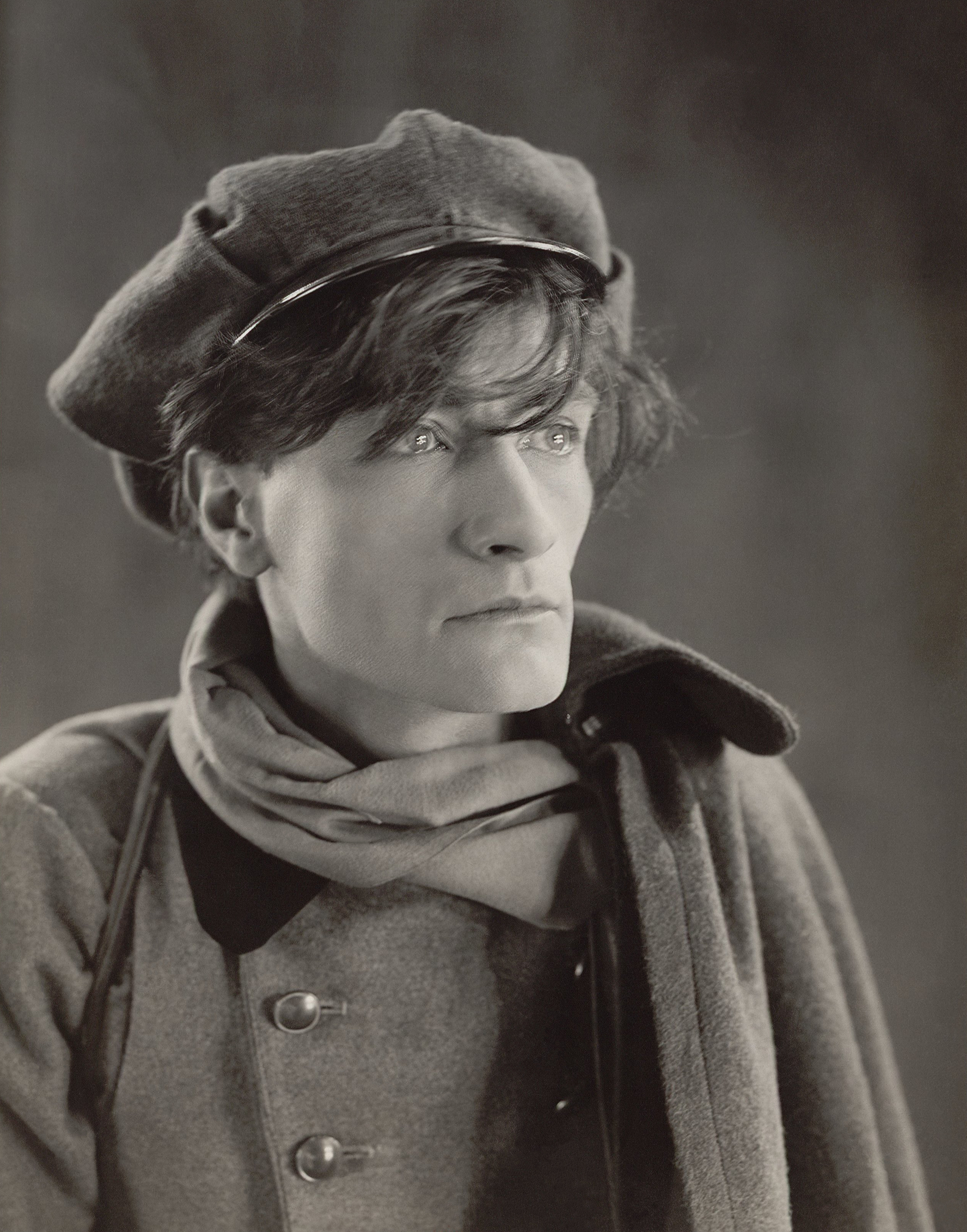
阿尔托在电影《Le Juif errant》中的剧照（摄于1926年）

### 早年
安托南·阿尔托出生于一个富裕的资产阶级家庭。他的父亲，国王安托万是商船船长，他的母亲Euphrasia Nalpas出生在伊兹密尔（土耳其）。他在马赛度过了幸福的童年，享受了柔情和温暖，然而却被神经疾病困扰，这种病是天生的。二十多年来他被迫用砷、铋和汞来治疗。他只能和母亲、祖母呆在家中。肉体上的痛苦一直伴随他，尽管他经常住疗养院，用鸦片酊来镇静自己。 8岁的时候，他失去了一个八个月大的妹妹。这第一次接触死亡是其深受影响。 10岁的时候，他有一次几乎被淹死。他终生留下了恐惧水的毛病。他接受了宗教教育，侵染了强烈的天主教神学的知识，这影响了他作品的美学特色。他显示了对希腊文，拉丁文和古代历史的兴趣。十四岁时，他就已阅读了夏尔·波德莱尔的诗歌。
1920年，他移居巴黎，并开始写作。1923年NRF的总编雅克·里维埃拒绝了他的第一篇文章。阿尔托解释说，他的写作是与放弃和弥漫的虚无作斗争。里维埃最终同意发表。